# Spismichalova dolina
Spismichalova dolina ( polsky Dolina Spismichałowa německy Spießmichelgrund, Spischmichels Grund, Michels Grund, Spiessmichelgrund, Spisch-Michels Grund maďarsky Spitz Mihály vőlge je jedno z východních údolí Bielovodské doliny ve Vysokých Tatrách, které ústím směřuje k severozápadu a je uzavřeno vedlejšími severozápadního hřebeny Horvátova vrchu a Zámků resp. úsekem hlavní osy rázsochy Široké mezi dvěma vrchy. Délka doliny je přibližně 1,5 km. 

## Název
V letech 1515 - 1525 byl v Novém Targu vojtom a tedy i administrátorem severního úpatí Vysokých Tater krakovský radní pan Michal Spis. Byl obchodníkem, původem z Uherska. Narodil se ve městě Eger. Podnikal v hornictví ve Vysokých Tatrách a právě v této souvislosti jeho jménem nazvali dolinu. Když se zapomnělo na tento název, pastýři z Jurgova i z Repiská si vymysleli pohádku o tvrdém spáči, jehož bylo třeba stále budit. Budili ho otázkou: "Spíš Michal, spíš"? A tak se jméno Michala Spise dostalo v různých podobách do literatury (Spies, Spiess, Spitz, Spisz, Spisch). Spletlo i některé autory tak, jako například Karla Englische, který napsal, že autory názvu jsou Spišiaci - horští vůdci. Mýlí se dodnes i někteří autoři turistických map, kteří ji nazývají Špic-Michalova dolina nebo ji v mapách vynechávají. 

## Jeskyně
Pod Horvátovým úplazem se nachází Spismichalova jeskyně ( polsky Spismichalowa Jaskinia). Ma velký otvor, ale jen malou asi 25 m dlouhou chodbu. Je dávno známá. Dříve do ní schovávali sůl na zimu pro kamzíky. Název je odvozen od Spismichalovej doliny. Její otvor je v nadmořské výšce přibližně 1650 m n. m. 
V masívu Horvátova vrchu byla 26. června 2004 objevena jeskyně Měsíční stín, která je svou délkou zatím objevených prostor 32 879 m druhou nejdelší jeskyní na Slovensku. Hluboká je 451 m a je třetí nejhlubší mezi slovenskými jeskyněmi. 

## Historie
Dolina tak jako mnohé jiné v této části Vysokých Tater byla majetkem javorinského panství hraběte Christiána Hohenlohe. Turisté do ní zavítali velmi málo, protože byla jeho honitbou.
Do doliny nevede turistický chodník.